# Jogos Pan-Americanos de 1979
Os Jogos Pan-Americanos de 1979 foram a oitava edição do evento multiesportivo, realizado na cidade de San Juan, em Porto Rico, entre os dias 1 e 15 de julho. A delegação brasileira foi composta por 278 atletas, entre os 3 700 participantes.

## Países participantes
34 países participaram do evento:
| - ARG Argentina - AHO Antilhas Neerlandesas - BAH Bahamas - BAR Barbados - BIZ Belize - BER Bermudas - BOL Bolívia - BRA Brasil - CAN Canadá - CHI Chile - CRC Costa Rica - COL Colômbia | - CUB Cuba - ESA El Salvador - ECU Equador - USA Estados Unidos - GUA Guatemala - GUY Guiana - HAI Haiti - HON Honduras - CAY Ilhas Cayman - VIR Ilhas Virgens Americanas - JAM Jamaica | - MEX México - NCA Nicarágua - PAN Panamá - PAR Paraguai - PER Peru - PUR Porto Rico - DOM República Dominicana - SUR Suriname - TRI Trinidad e Tobago - URU Uruguai - VEN Venezuela |

## Modalidades
Foram disputadas 26 modalidades nesta edição dos Jogos:
| - Atletismo - Basquetebol - Beisebol - Boxe - Ciclismo - Esgrima - Futebol - Ginástica | - Hipismo - Hóquei sobre a grama - Judô - Levantamento de peso - Lutas - [[Ficheiro:\|border \|20px\|link=\|alt=]] Nado sincronizado - Natação - Patinação sobre rodas - Polo aquático | - Remo - Saltos ornamentais - Softbol - Tênis - Tênis de mesa - Tiro esportivo - Tiro com arco - Vela - Voleibol |

## Quadro de medalhas
País sede destacado.
| Ordem | País                     |     |    |    |     |
| 1     | USA Estados Unidos       | 126 | 95 | 45 | 266 |
| 2     | CUB Cuba                 | 64  | 47 | 47 | 145 |
| 3     | CAN Canadá               | 24  | 43 | 71 | 138 |
| 4     | ARG Argentina            | 12  | 7  | 17 | 36  |
| 5     | BRA Brasil               | 9   | 13 | 17 | 39  |
| 6     | MEX México               | 3   | 6  | 29 | 38  |
| 7     | PUR Porto Rico           | 2   | 9  | 10 | 21  |
| 8     | CHI Chile                | 1   | 4  | 6  | 11  |
| 9     | VEN Venezuela            | 1   | 4  | 4  | 9   |
| 10    | DOM República Dominicana |     | 5  | 10 | 15  |